# Santa María de Ordás
Santa María de Ordás település Spanyolországban, León tartományban. Lakosainak száma 325 fő (2024).

## Földrajza
Santa María de Ordás Las Omañas, Soto y Amío, Carrocera és Rioseco de Tapia községekkel határos.

## Népesség
A település lakosságának változását az alábbi diagram mutatja:
| Lakosok száma | 406  | 372  | 339  | 328  | 347  | 353  | 329  | 318  | 333  | 325  |
|               | 2001 | 2004 | 2007 | 2009 | 2012 | 2014 | 2017 | 2019 | 2022 | 2024 |